# Satsuki Mori
Satsuki Mori (japanisch 森 颯樹 Mori Satsuki; * 29. November 2001 in der Präfektur Saitama) ist ein japanischer Fußballspieler.

## Karriere
Satsuki Mori erlernte das Fußballspielen in der Jugendmannschaft der Honjo Hoppers sowie in den Schulmannschaften der Maebashi Ikuei High School und dem Hinds Community College. Seinen ersten Vertrag unterschrieb er im Februar 2022 bei Albirex Niigata (Singapur). Der Verein ist ein Ableger des japanischen Zweitligisten Albirex Niigata, der in der ersten singapurischen Liga, der Singapore Premier League, spielt. Sein Erstligadebüt gab Satsuki Mori am 18. März 2022 (4. Spieltag) im Heimspiel gegen die Lion City Sailors. Hier wurde er in der 68. Minute für Kanato Fukazawa eingewechselt. Das Spiel endete 1:1. Am Ende der Saison 2022 feierte er mit Albirex die singapurische Meisterschaft. Nach der Saison wurde sein Vertrag nicht verlängert.

## Erfolge
Albirex Niigata (Singapur)
- Singapurischer Meister: 2022